# Championnat de Finlande de hockey sur glace 1938-1939
Saison précédente Saison suivante
La saison 1938-1939 est la onzième saison de la SM-sarja.
Le KIF Helsinki remporte le 11e titre de champion de Finlande en terminant à la première place du classement.

## Déroulement

### Classement
| Clt   | Équipe            | PJ | V | D | N | BP | BC | Diff | Pts |
| ----- | ----------------- | -- | - | - | - | -- | -- | ---- | --- |
| +001, | KIF Helsinki      | 6  | 6 | 0 | 0 | 23 | 9  | +14  | 12  |
| +002, | HJK Helsinki      | 6  | 4 | 1 | 1 | 14 | 9  | +5   | 9   |
| +003, | Ilves Tampere     | 6  | 4 | 0 | 2 | 14 | 7  | +7   | 8   |
| +004, | Tarmo Hämeenlinna | 6  | 2 | 0 | 4 | 12 | 18 | -6   | 4   |
| +005, | Riento Turku      | 6  | 2 | 0 | 4 | 5  | 12 | -7   | 4   |
| +006, | Åbo IFK           | 6  | 1 | 1 | 4 | 8  | 12 | -4   | 3   |
| +007, | HSK Helsinki      | 6  | 1 | 0 | 5 | 7  | 16 | -9   | 2   |

- Champion de Finlande
- Barrage de promotion-relégation
- Relégué en I-divisionna

### Meilleurs pointeurs
Cette section présente les meilleurs pointeurs de la saison.
| Clt | Joueur           | Équipe            | PJ | B | A | Pts | Pun |
| --- | ---------------- | ----------------- | -- | - | - | --- | --- |
| 1   | Holger Granström | KIF Helsinki      | 6  | 8 | 1 | 9   | 0   |
| 2   | Keijo Kuusela    | Tarmo Hämeenlinna | 6  | 6 | 2 | 8   | 0   |
| 3   | Kalevi Ihalainen | HJK Helsinki      | 6  | 6 | 0 | 6   | 0   |
| 4   | Erkki Rintala    | Ilves Tampere     | 6  | 5 | 1 | 6   | 0   |
| 5   | Olof Nyholm      | KIF Helsinki      | 6  | 4 | 0 | 4   | 0   |